# Sączenie
Sączenie – rodzaj filtracji z użyciem lejka z papierowym sączkiem lub lejka Büchnera. Przeprowadza się ją zwykle na małą skalę w laboratorium. Czasami do sączenia niewielkich ilości substancji stosuje się też specjalne filtry tworzywowe nakładane bezpośrednio na strzykawkę laboratoryjną.
Sączenie w laboratoriach przeprowadza się zasadniczo w trzech celach:
- aby wyodrębnić z mieszaniny stały produkt, który zostaje na sączku lub lejku w formie osadu, który można potem zeskrobać
- aby pozbyć się z roztworu niepożądanego osadu lub zawiesiny, które stanowią produkt uboczny reakcji
- aby wyodrębnić, wysuszyć i odważyć osad w ramach prowadzenia chemicznej analizy ilościowej metodą wagową

Inną metodą rozdzielania cieczy i ciał stałych jest dekantacja.
Sączenie w hydrogeologii jest rozumiane jako niewielki lokalny przejaw (wypływ) wody w wyrobisku kopalnianym, otworze wiertniczym itp..